# بيارلويجي تامي
بيارلويجي تامي (12 سبتمبر 1961 في إيطاليا - ) هو مدرب كرة قدم ولاعب كرة قدم سويسري في مركز الدفاع. لعب مع نادي بيلينزونا ونادي غراسهوبر زيوريخ ونادي كياسو ونادي لوغانو ونادي لوكارنو.

## روابط خارجية
- بيارلويجي تامي على موقع قاعدة بيانات كرة القدم.إي يو (الإنجليزية)
- بيارلويجي تامي على موقع عالم كرة القدم.نت (الإنجليزية)
- بيارلويجي تامي على موقع أوليمبيديا (الإنجليزية)